# アレクサンダー・コーフラー
アレクサンダー・コーフラー（Alexander Kofler、1986年11月6日 - ）はオーストリア・クラーゲンフルト出身のサッカー選手。オーストリア・ブンデスリーガ・ヴォルフスベルガーAC所属。ポジションはゴールキーパー。

## 経歴
地元クラブで育成時代を過ごし、18歳で4部リーグに属するクラブのトップチームでデビュー。21歳でレギオナルリーガ（3部）、24歳でオーストリア・ブンデスリーガ2部と着実にステップアップを果たし、26歳でオーストリア・ブンデスリーガ（1部）で主力GKとして定着した。
2010年から2013年までプレーしたSCアウストリア・ルステナウでは現在川崎フロンターレに所属するエドゥアルドやグルノーブル・フット38等でプレーしたピエール・ボヤのチームメートであった。
2013年夏以降に所属しているオーストリア・ブンデスリーガのヴォルフスベルガーACの主力GKとして2015-16年シーズンにはUEFAヨーロッパリーグへの出場を果たし、FCシャフティオール・ソリゴルスク及びボルシア・ドルトムント戦でフル出場した。
高いPKストップ率を誇り、2009－10年シーズンからは46本のPKのうち14本を止めており、PKストップ率は約30.43%である。現所属クラブのヴォルフスベルガーACに移籍以降は22本のPKのうち6本を止めており、PKストップ率は約37.5%、2017－18年シーズンでは3本のPKのうち2本を止めている。

## 所属クラブ
- SCランズコルン 2004-2006
- ASKÖフュルニッツ 2006-2007
- SAKクラーゲンフルト 2007-2010
- SCアウストリア・ルステナウ 2010-2013
- ヴォルフスベルガーAC 2013-